# 사바타이 제비

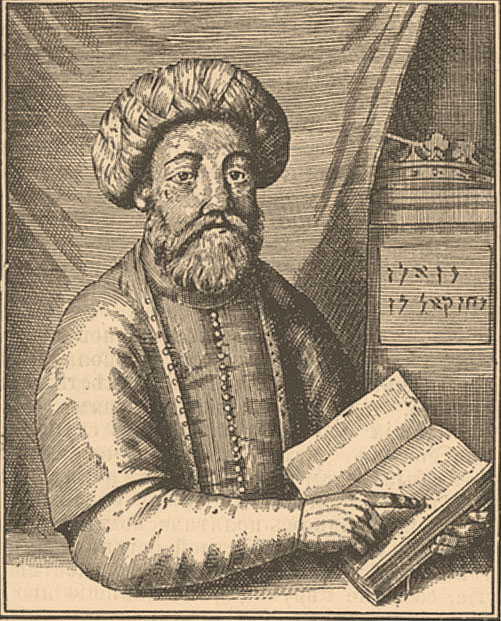

사바타이 제비(히브리어: שַׁבְּתַי צְבִי, 튀르키예어: Sabetay Sevi: 1626년 8월 1일-1676년 9월 17일)는 오스만 제국 스미르나 출신의 세파르딤 랍비, 카발리스트였다. 그는 자칭 메시아였으며, 사바타이파의 창시자였다. 그 추종자들을 된메라고 했다.

## 같이 보기
- 메시아 콤플렉스